# Tora Nordström-Bonnier

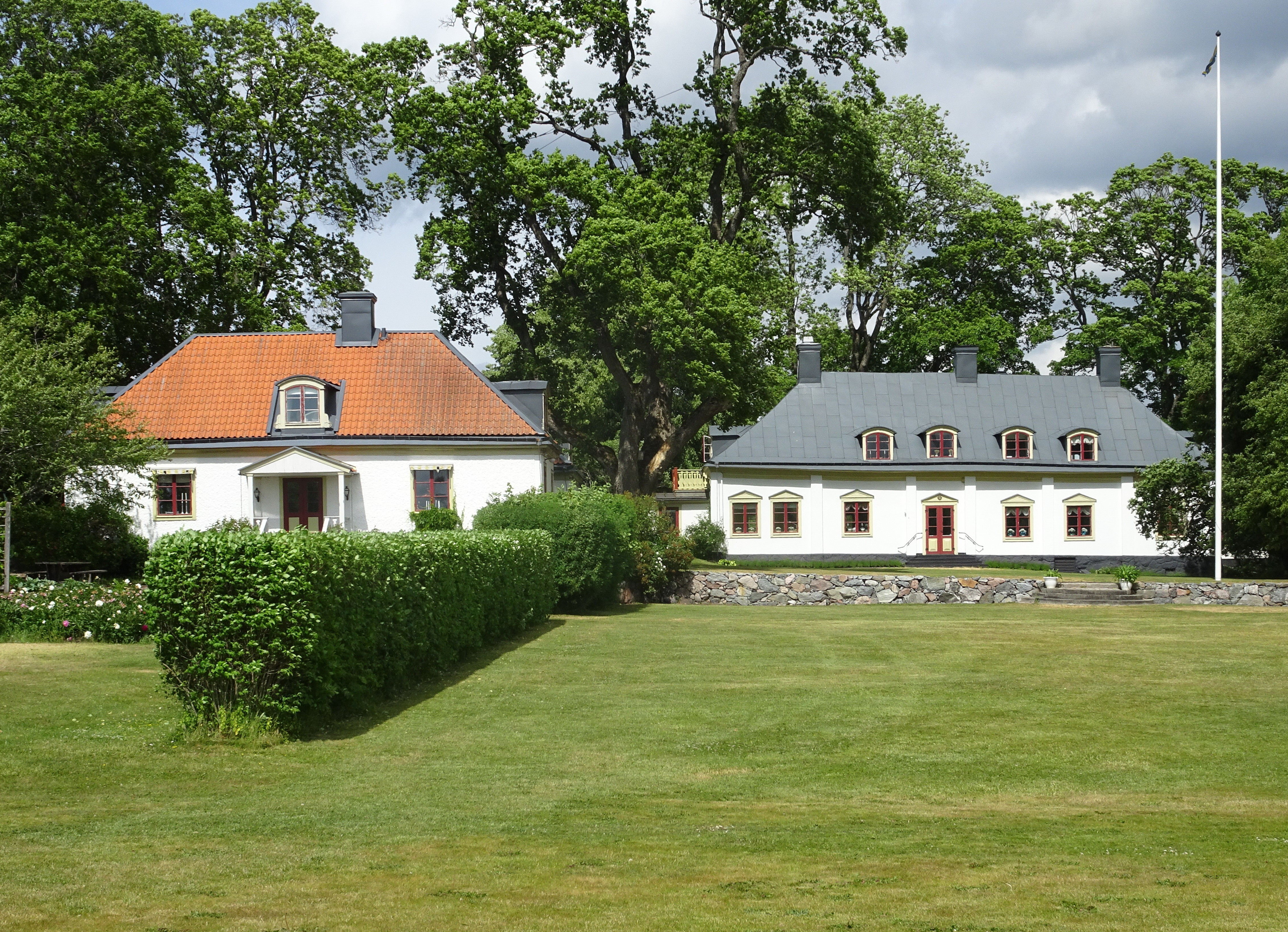
Bisslinge herrgård 2018.

Tora Elisabeth Nordström-Bonnier, född Nordström 1 november 1895 i Strängnäs, död 20 juni 1991, var en svensk journalist, författare och översättare. 

## Biografi
Nordström-Bonnier föddes och växte upp i Strängnäs med två äldre systrar. Hon tog studenten i Stockholm på Nya elementarskolan för flickor. Efter att ha skrivit brev till Ester Blenda Nordström, vars reportagebok En piga bland pigor hon beundrade, började Nordström-Bonnier från sommaren 1915 skriva för Svenska Dagbladet. Hon blev, förutom med Nordström, på SvD även kollega med Célie Brunius, Elisabeth Krey och Gerda Marcus. Senare kom hon att arbeta vid Göteborgs Morgonpost, Dagens Nyheter och därefter Expressen. 
Hon författardebuterade 1933 med romanen Juninatten, som kom att filmas 1940 i regi av Per Lindberg. Hennes romaner och noveller dominerades av psykologiska och erotiska motiv.
Efter andra världskriget bosatte hon sig i Kalifornien och var verksam som översättare, bland annat av en rad Louis Bromfield-böcker.  Under slutet av sitt liv var hon bosatt i Cagnes i Frankrike.
Nordström-Bonnier var dotter till lektor Thor Nordström och Ida Halvorsen samt moster till Tore Wretman.
Hon var 1918–1925 gift med tidningsmannen Eric Ramm-Ericson (1890–1979) och 1928–1951 med bokförläggaren Tor Bonnier.

### Översättningar (utöver Louis Bromfield)
- E. M. Forster: En färd till Indien (A passage to India) (Bonnier, 1925 [under namnet Tora Ramm-Ericson])[9]
- Aleksandra Kollontaj: Den första etappen (Bonnier, 1945)
- Kathryn Hulme: Nunnan (The nun's story) (Forum, 1957)
- William Humphrey: Jägarens hemkomst (Home from the hill) (Bonnier, 1960)
- Eugène Ionesco: Enstöringen (Le solitaire) (Bonnier, 1975)